# المستشار (رواية)
المستشار: يوميات المسافر جي آر كازالون (بالفرنسية: Le Chancellor: Journal du passager J.-R. Kazallon)‏ هي رواية نشرت في عام 1875 للروائي جول فيرن عن الرحلة الأخيرة لسفينة شراعية بريطانية تدعى المستشار، والراوي في القصة هو أحد الركاب الذي يروي مذكراته.